# Juyongguan

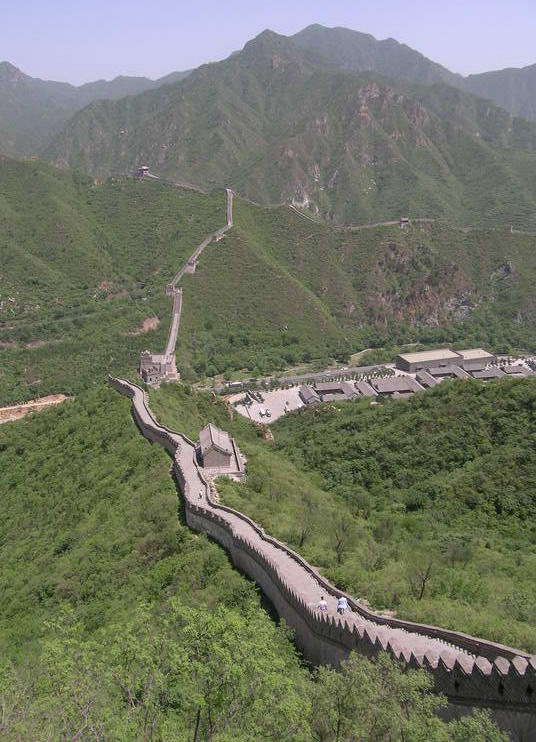
Luftbild des Juyongguan-Passes

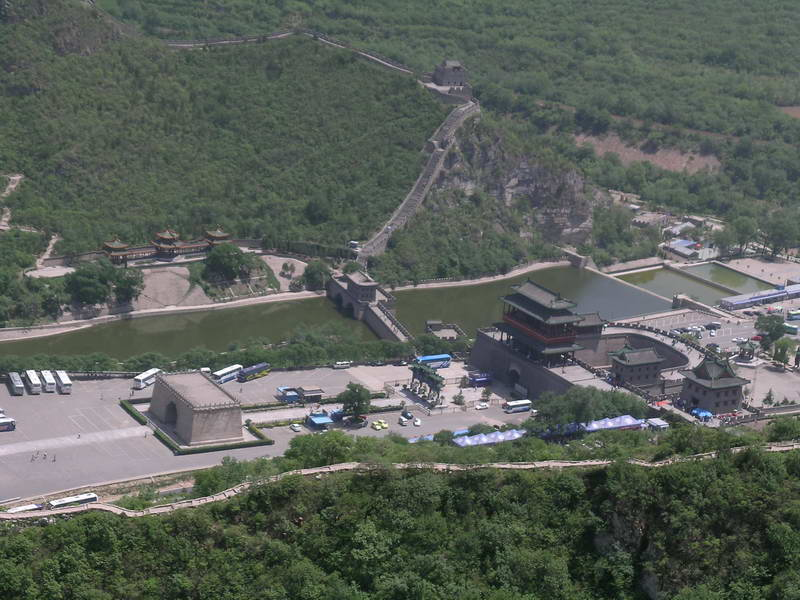
Luftbild des Juyongguan-Passes mit der Wolkenterrasse (links)

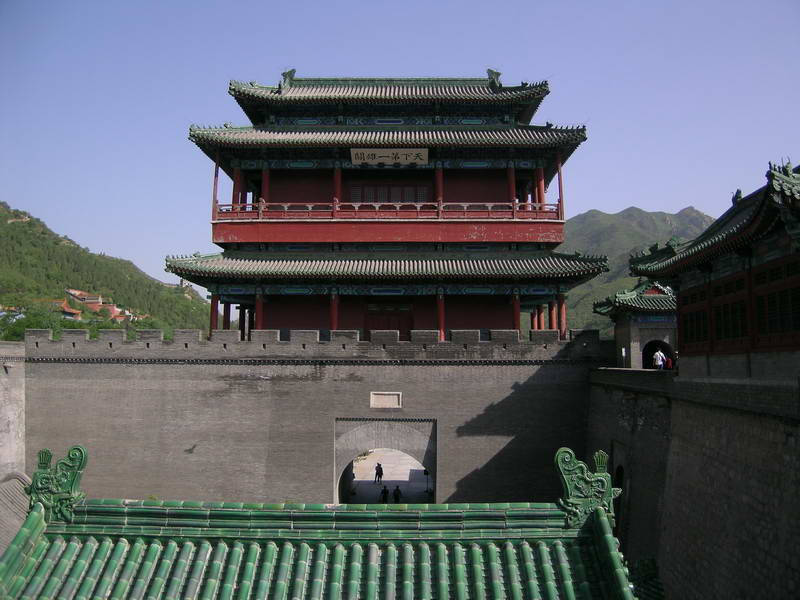
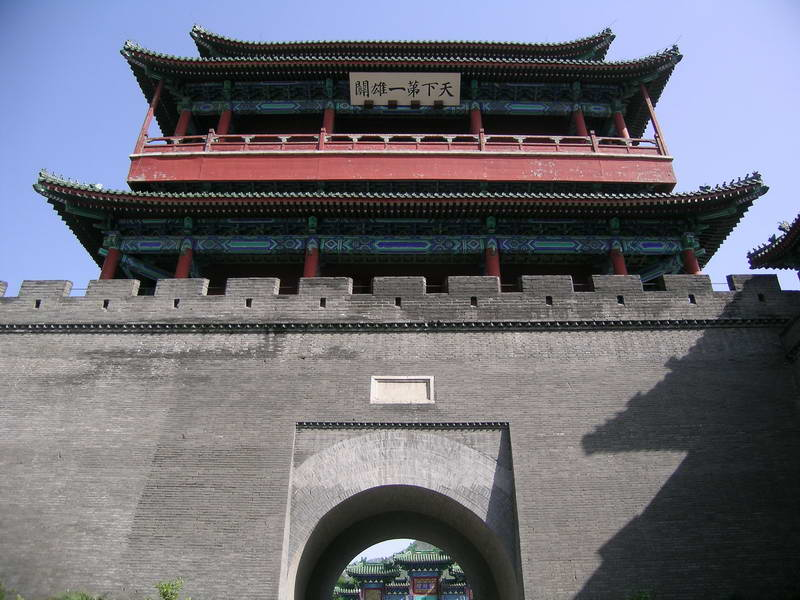
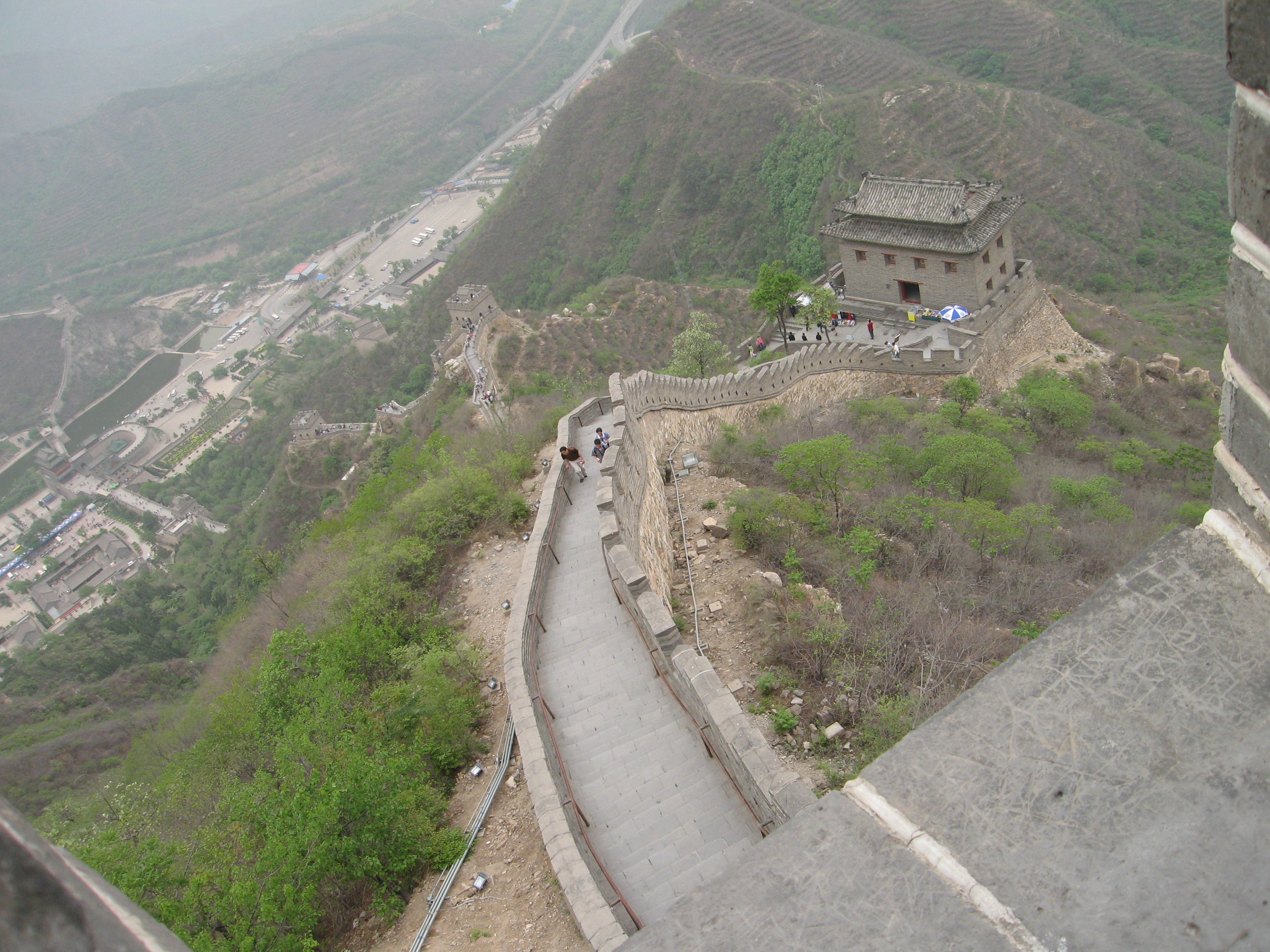
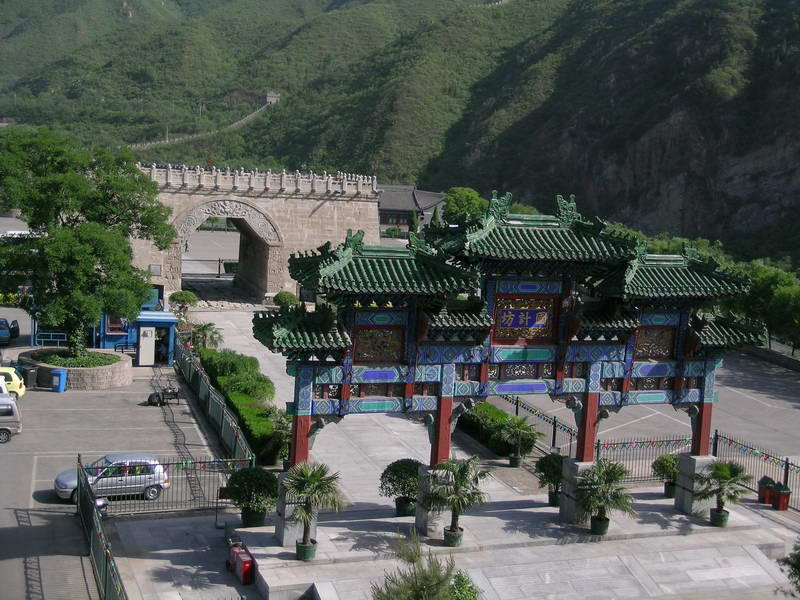
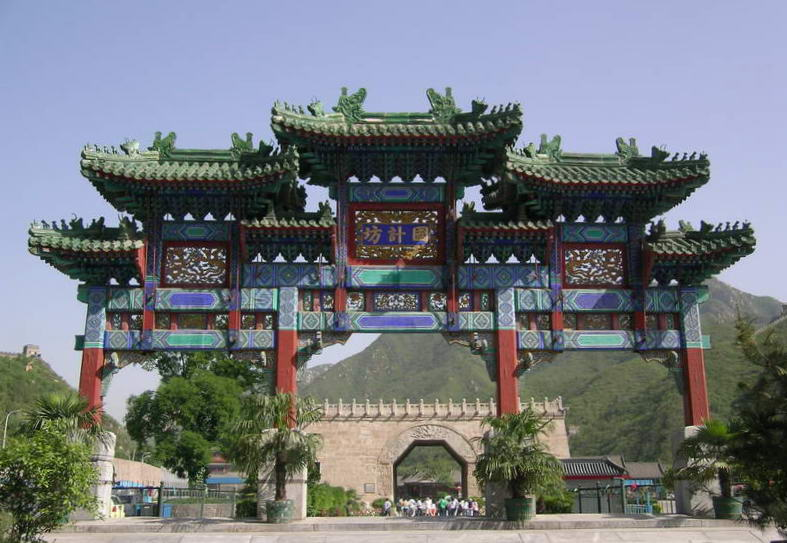
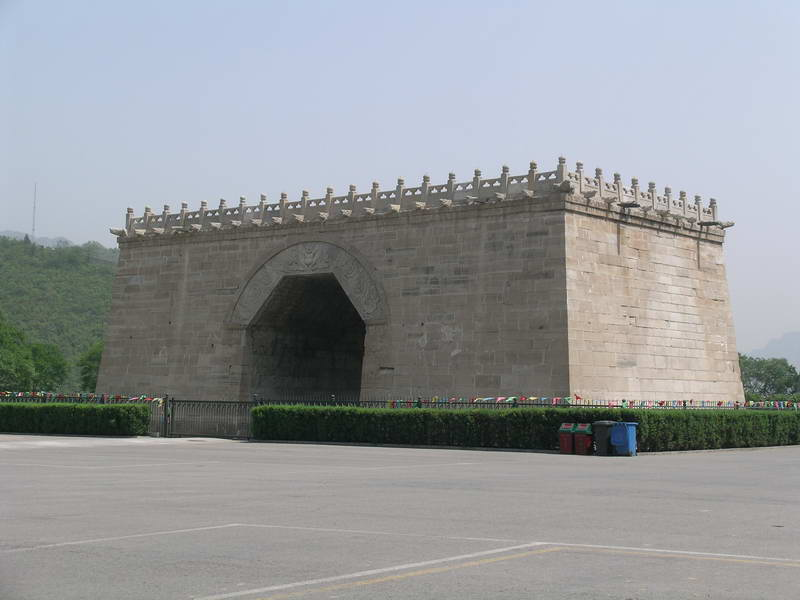
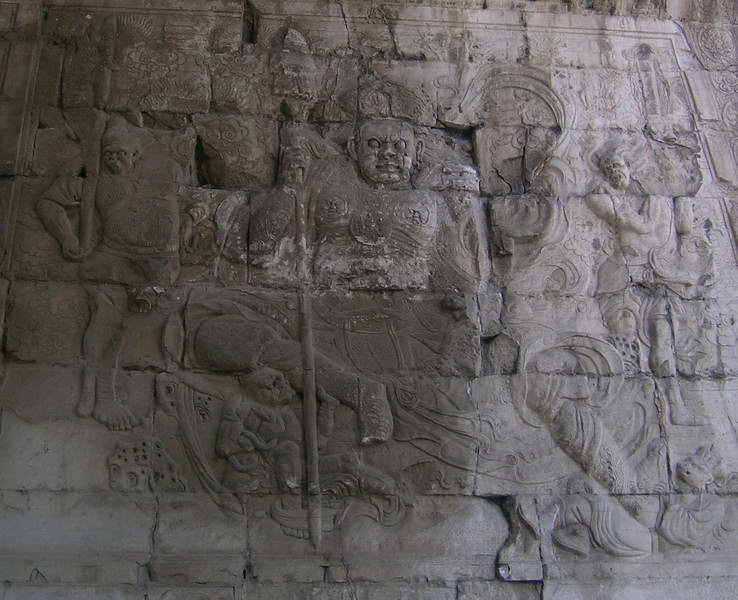
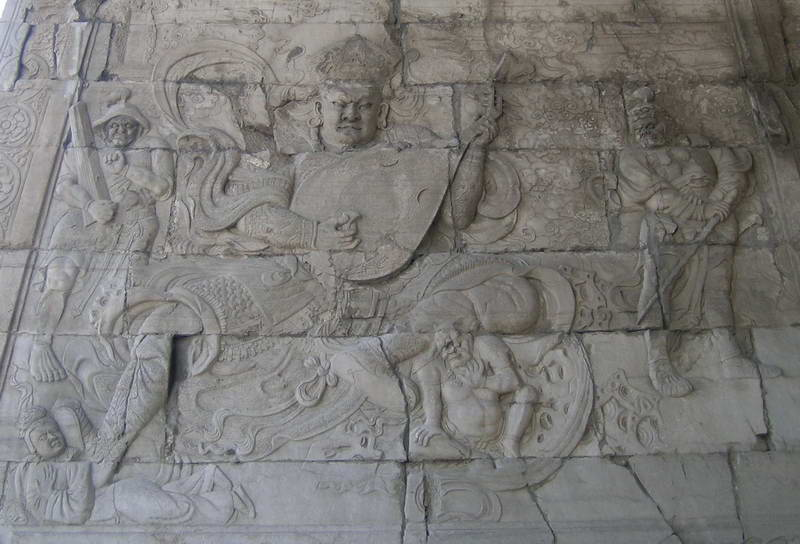

Juyongguan oder Juyong-Pass (chinesisch 居庸關 / 居庸关, Pinyin Jūyōng Guān) liegt im 18 km langen Guangou-Tal, das im Pekinger Stadtbezirk Changping liegt, mehr als 50 km von der Stadt entfernt. Er ist einer der drei größten Übergänge der Chinesischen Mauer. Die beiden anderen sind Jiayuguan und Shanhaiguan.

## Bedeutung
Während der Herrschaft der verschiedenen chinesischen Dynastien hatte der Übergang viele Namen, der Name „Juyongguan“ wurde jedoch von mehr als drei Dynastien verwendet. Das erste Mal war er während der Qin-Dynastie in Gebrauch, als Kaiser Qinshihuang den Bau der Großen Mauer anordnete. Juyongguan wurde in der Zeit der Südlichen und Nördlichen Dynastien mit der Mauer verbunden.
Der Juyong-Pass besteht aus zwei Übergängen, einem im Süden (Nan-Pass) und einem im Norden (Badaling). In der Mitte des Juyongguan befindet sich die Wolkenterrasse des Juyongguan-Passes, die auch „Turm über der Straße“ genannt wurde. Die Plattform wurde während der Yuan-Dynastie errichtet und hatte eine Höhe von neuneinhalb Metern. An ihrem Rand befanden sich unter anderem ein Geländer aus Stein und ein Ausguck für die Wachen. Diese Strukturen sind auch heute noch im Stil der Yuan-Dynastie erhalten. In der Mitte des Unterbaus der Plattform befindet sich ein Bogentor, das die Passage von Menschen, Pferden und Karren gestattete. In das Tor und den ebenfalls bogenförmigen Durchgang waren viele Tierbilder geschnitten, und zu beiden Seiten des Torbogens befinden sich Götterstatuen und Inschriften. Früher befanden sich drei weiße Türme auf der Plattform – daher der Name „Turm über der Straße“ –, die in der Übergangsperiode zwischen der Yuan- und der Ming-Dynastie zerstört wurden. Später wurde ein Tai'an-Tempel auf der Plattform erbaut, der jedoch während der Qing-Dynastie zerstört wurde.
Der heutige Übergang wurde in der Ming-Dynastie erbaut und später immer wieder instand gesetzt. Er ist von großer strategischer Bedeutung, da er das Inland mit dem nördlichen Grenzgebiet von China verbindet. Darüber hinaus war er ein Bestandteil der Verteidigung der alten Stadt Peking.
Früher war der Übergang von einer reichen Blumenpracht umgeben, und ein grünes Meer aus Bäumen umgab das Bauwerk, so dass der Ort den Ehrennamen „Grüne Juyong-Ebene“ erhielt und zu den „Acht Schönsten Landschaften von Yanjing“ zählte. Die chinesische Verwaltung versucht, den früheren Bewuchs wiederherstellen, er hat sich trotz einigen Fortschritts bisher noch nicht wieder erholt.
Die Wolkenterrasse des Juyongguan-Passes (居庸关云台) aus der Zeit der Mongolen-Dynastie steht seit 1961 auf der Liste der Denkmäler der Volksrepublik China (1-98).